# Grand Canyon National Park Airport

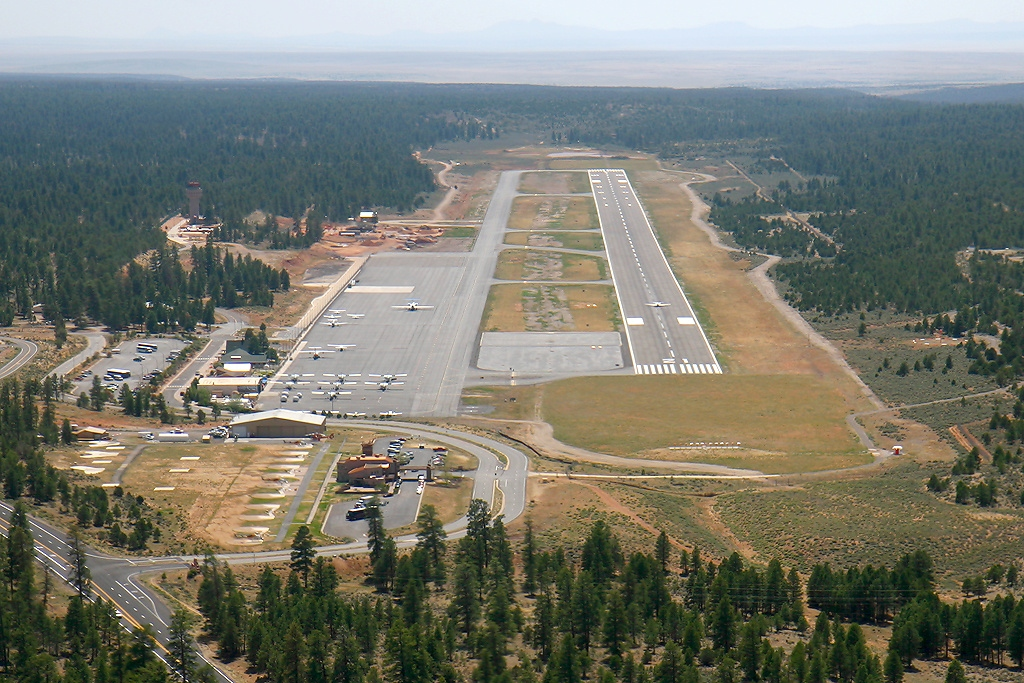
Grand Canyon National Park Airport sedd norrifrån

Grand Canyon National Park Airport är en delstatsägd flygplats strax söder om Tusayan i Coconino County i Arizona i USA. Den betjänar framför allt Grand Canyon National Park, vars södra entré nära Grand Canyon Village ligger omkring fyra kilometer norr om flygplatsen.
Flygplatsen öppnades som en av U.S. Forest Service godkänd flygplats för kommersiella flygningar 1925. En ny flygplats öppnades i oktober 1965. Terminalen blev färdig i oktober 1967.
Grand Canyon National Park Airport ligger på 2 000 meters höjd och har en yta på 348 hektar. Dess enda start- och landningsbana är 2 743 meter lång. Flygplatsen har också två asfalterade helikopterlandningsplatser på vardera 30 x 30 meter. 

## Bildgalleri

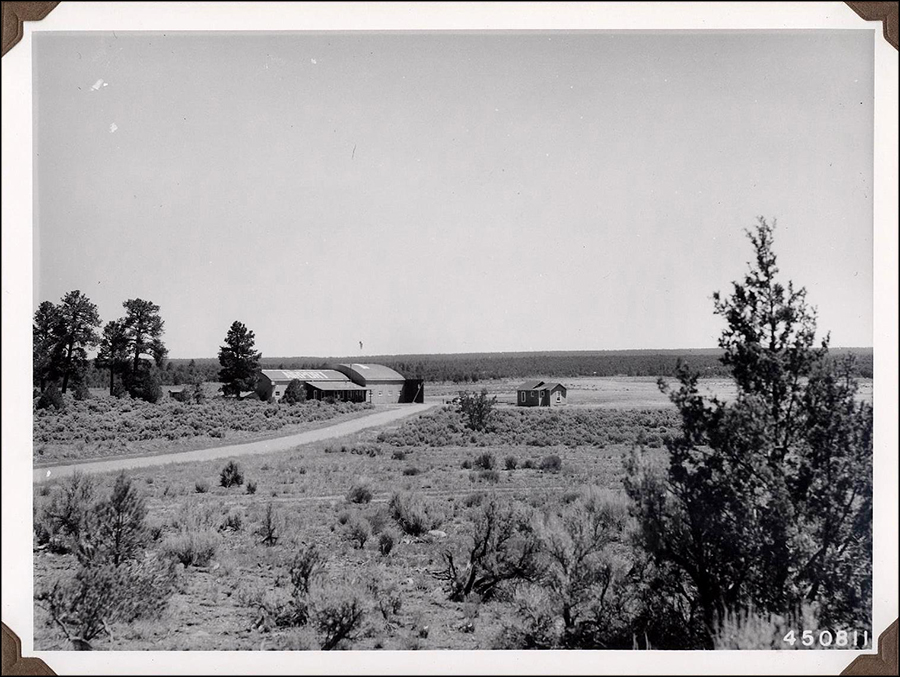
Grand Canyon National Park Airport 1948